# Dionysia khuzistanica
Dionysia khuzistanica är en viveväxtart som beskrevs av Ziba Jamzad. Dionysia khuzistanica ingår i dionysosvivesläktet som ingår i familjen viveväxter. Inga underarter finns listade i Catalogue of Life.

## Bilder

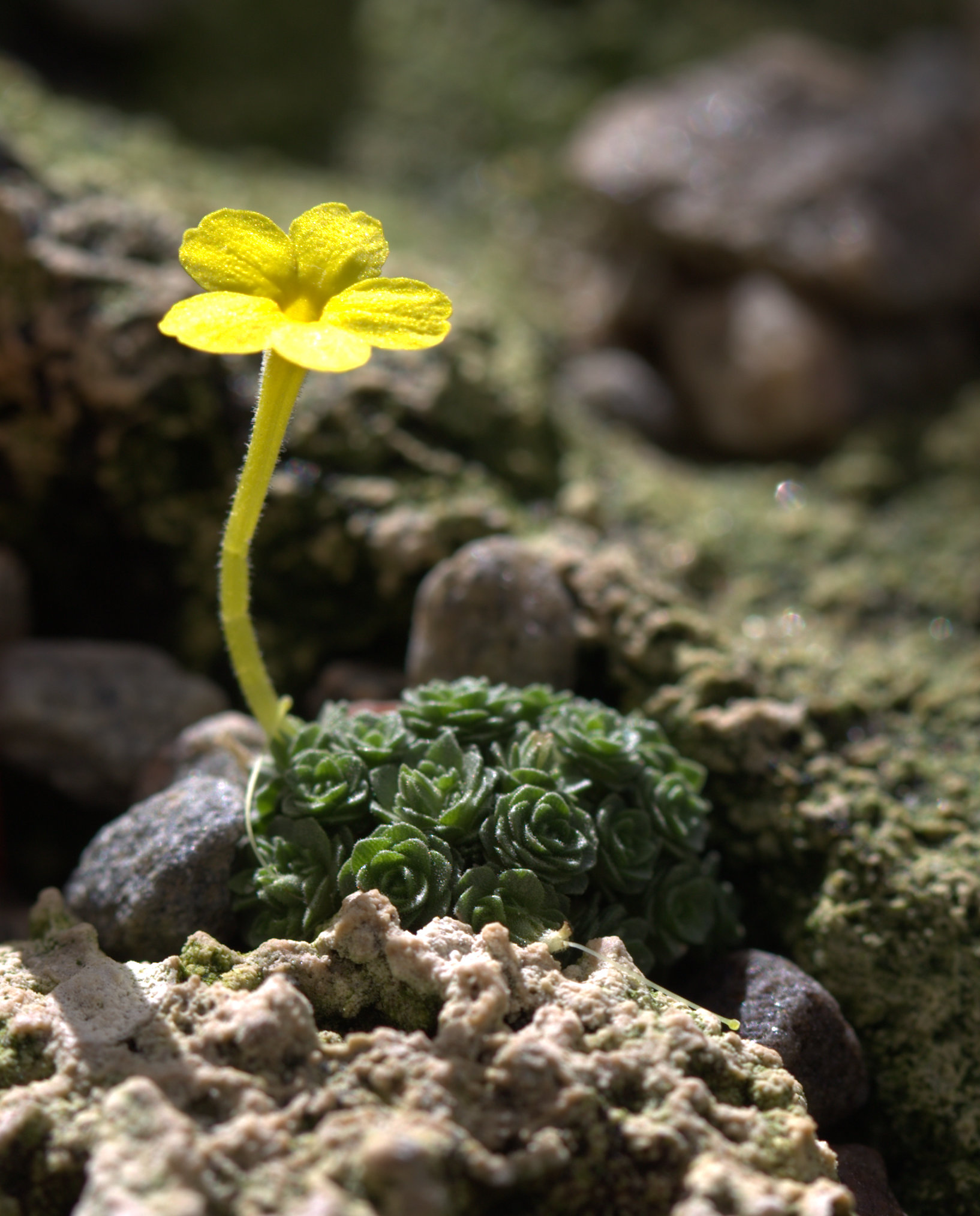